# Olovo(II) hlorid
Olovo(II) hlorid (PbCl2) je neorgansko jedinjenje. On je bela čvrsta materija na sobnim uslovima, koja je slabo rastvorna u vodi. Olovo(II) hlorid je jedan od najvažnijih na olovu baziranih reagenasa. On se takođe prirodno javlja u obliku minerala kotunita.

## Sinteza
Olovo(II) hlorid se taloži iz rastvora nakon dodatka hlorida (HCl, NaCl, KCl) u vodene rastvore olovo(II) jedinjenja kao što su 3)2.

bazni 

Tretman olovo dioksida sa hlorovodoničnom kiselinom daje olovo(II) hlorid kao i gas hlor:
Tretman olovo oksida sa hlorovodoničnom kiselinom daje olovo(II) hlorid i vodu
2(s) se takođe formira dejstvom gasa hlora na olovnom metalu: